# Manuel Núñez Yanowsky
Pour les articles homonymes, voir Núñez et Yanowsky.

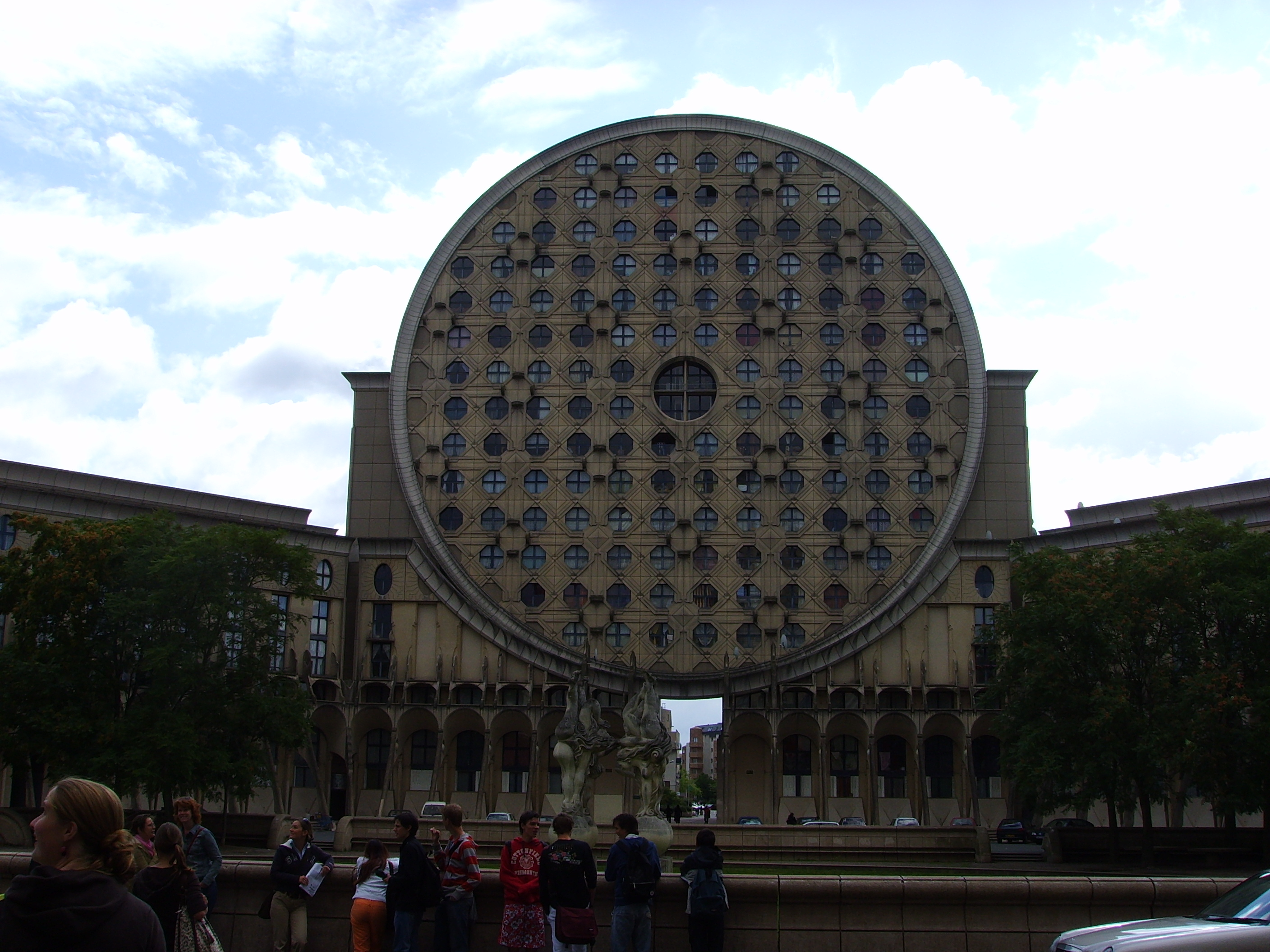
Arènes de Picasso, à Noisy-le-Grand.

Manuel Núñez Yanowsky, né le 22 juillet 1942 à Samarcande (Ouzbékistan), est un dessinateur et architecte post-moderniste espagnol et russe soviétique.

## Biographie
Il est le fils d'une russe et d'un républicain espagnol emprisonné sept ans au goulag stalinien. Diplômé d'histoire et d'archéologie de l'université de Barcelone, ville où il poursuivit des études à l'école d'art dramatique Adria Gual, et agréé en architecture par le gouvernement français, Manuel Nuñez Yanowsky a également été nommé membre de l'Académie royale catalane des beaux-arts de Saint-Georges en Espagne.
Quelques années après son arrivée en Espagne (1957), « Manolo », comme le surnomment ses amis, se fait une place et devient une personne de référence dans l’intelligentsia catalane des années 1960. Il fait partie des fondateurs du Taller de Arquitectura de Barcelone. En 1991, il est s'associe à Miriam Teitelbaum pour créer la SADE (Society of Art and Developpers), une agence d'architecture et d'urbanisme située à Paris et Barcelone.
Dans sa jeunesse, il fréquente Salvador Dali et sa femme Gala dans leur château de Pubol.
Les Arènes de Picasso, achevées en 1985 à Noisy-le-Grand, dans la banlieue de Paris, sont une de ses réalisations majeures. Il s'agit d'un ensemble de 540 logements, avec une crèche, une école secondaire et d'autres installations scolaires ainsi que des boutiques.
En 1991, il couronne le commissariat central du 12e arrondissement de Paris qu’il construit de treize copies cyclopéennes de l’Esclave mourant de Michel-Ange.
Il construit également une université privée d’élite à Barcelone, l’ESADE, le centre Donga à Séoul ainsi que « La Marque Hispanique », pyramide monumentale située à la frontière franco-espagnole à La Jonquera (cadeau de la France pour l'Espagne). En 1996, sur demande de son ami l'homme de théâtre Fabià Puigserver, Nuñez Yanowsky est chargé de réhabiliter une ancienne halle de Barcelone datant de 1929, à Montjuïc, qu'il transforme en une école d'art dramatique et théâtre ; la troupe de « El Teatre Lliure » dont il a été l'une des figures prééminentes dans ses années de jeunesse.
Il est par ailleurs à l'origine de nombreux programmes d'urbanisme à Alger, Brazzaville, Hambourg, Saint-Pétersbourg, Sofia, Astana, Tbilissi et dans plusieurs villes de Belgique et d'Espagne. Toujours actif en France il a choisi de combattre la ghettoïsation des banlieues parisiennes en favorisant l’harmonisation du tissu urbain afin d’améliorer les conditions sociales de ses habitants.
Le 17 mars 2011, l'équipe que formait son agence SADE avec des confrères russes est déclarée lauréate du concours d'architecture pour le Centre culturel et spirituel orthodoxe russe, situé à l'angle du quai Branly et de l'avenue Rapp, à Paris (7e arrondissement). Le maire Bertrand Delanoë s'oppose fermement au projet et il finit par être évincé en novembre 2012 au profit de Jean-Michel Wilmotte. En 2013, il lance plusieurs plaintes, contre son successeur architecte, contre la fédération de Russie, le maire de Paris et contre la ministre de la Culture Aurélie Filippetti. Il est débouté et condamné à verser 5000 euros à la Russie, la justice procédant en 2014 à une saisie de compte, faute de paiement.

## Réalisations

### En France
- 1985 : l'ensemble immobilier les Arènes de Picasso,  à Noisy-le-Grand[4].
- 1991 : le commissariat central du 12e arrondissement de Paris [5].
- 1992 : l'ensemble immobilier la Montée de Guise, à Dijon.
- 1992 : Les Caryatides immeuble d'habitation, à Guyancourt et Grand-Place, à Bussy-Saint-Georges (avec ses statues géantes néo-grecques de déesses).
- 1993 : l'immeuble d'habitation Le Bouscat, au 11-15, rue de Lappe, à Paris.
- 1994 : le collège Georges-Brassens, au 51-55, rue d'Hautpoul, à Paris.
- 1998 : l'immeuble Carré Jaude, à Clermont-Ferrand[6].
- 2009 : la résidence des Sablons, à Sarcelles[7].